# Veněra 3
Veněra 3 (rusky Венера-3, v ruštině obvykle psáno s pomlčkou) byla sonda sovětského programu Veněra pro výzkum Venuše z roku 1965.

## Konstrukce
Sonda obsahovala radiokomunikační systém, vědecká zařízení, zdroje elektrické energie a medaile se znakem SSSR.

## Průběh letu
Z kosmodromu Bajkonur s pomocí nosné rakety Molnija se sonda dostala nejprve na oběžnou dráhu Země. Poté s pomocí posledního stupně rakety byla navedena na dráhu k Venuši. Po šesti týdnech letu, po absolvování 12,9 mil.km, byla provedena na pokyn z řídícího střediska korekce dráhy tím, že byla změněna rychlost o 19,68 m/sec. Veněra 3 zasáhla planetu 1. března 1966 s odchylkou od plánu pouhých 450 km. Při závěrečném přibližování k planetě byl zaznamenaný vzestup teploty a následně se se sondou nepodařilo navázat rádiové spojení. Veněra 3 se stala první sondou, která přistála na povrchu jiné planety, i když se o tom nepodařilo přinést informace.